# Иссигонис, Алек
Александр Арнольд Константин Иссигонис (англ. Alexander Arnold Constantine Issigonis, греч. Αλέξανδρος Αρνόλδος Κωνσταντίνος Ισσιγόνης; 18 ноября 1906, Смирна, Османская империя — 2 октября 1988, Бирмингем, Великобритания) — английский конструктор автомобилей греческого происхождения, автор Mini.

## Биография
Полное имя — Александр Арнольд Константин Иссигонис. Родился он в Турции, отец был греком, хотя и британским подданным, а мать — немкой.
В Англию Иссигонис приехал в 1922 году после турецко-греческой войны. В 1928 году получил диплом инженера-механика, окончив Университет Суррея в Лондоне. В 1936 году поступил в компанию «Моррис Моторс», где занимался разработкой подвески. Здесь он разработал оригинальную модель «Моррис Майнор» (Morris Minor), автомобиль «чисто британского» имиджа: не роскошный, но надежный, легкий в управлении, поворотливый, что особенно ценно для переполненных тесных улиц больших городов. Morris Minor стал первым полностью английским автомобилем, перешагнувшим миллионный рубеж продаж. Модель выпускалась в 1948—1971 годах.
Некоторое время Иссигонис занимался своими собственными проектами, но в начале 1950-х годов пришел в корпорацию «Бритиш Мотор», где в 1959 году создал модель «Мини» (Mini), конструкция которой во многом навеяна знаменитым фольксвагеновским «жуком». Момент был удачный: только что разразился очередной энергетической кризис спровоцированный конфликтом в Суэцком канале и модель «Мини», с её экономичностью, легкостью и вместе с тем комфортабельностью, имела большой успех.
В 1967 Иссигонис стал членом Британского королевского общества (то есть Британской академии наук), а в 1969 году королева посвятила его в рыцари.
В 1971 году вышел на пенсию, но продолжил разрабатывать автомобили.